# Wojciech Romaniuk
Wojciech Maciej Romaniuk (Biała Podlaska; 20 de Janeiro de 1970 — ) é um político da Polónia. Ele foi eleito para a Sejm em 25 de Setembro de 2005 com 10719 votos em 7 no distrito de Chełm, candidato pelas listas do partido Samoobrona Rzeczpospolitej Polskiej.